# Jack Standen
James Edmund „Jack” Standen (ur. 20 lutego 1909 w Camperdown, zm. 20 października 1973 w Birrong) – australijski kolarz torowy, brązowy medalista mistrzostw świata.

## Kariera
Największy sukces w karierze Jack Standen osiągnął w 1928 roku, kiedy zdobył brązowy medal w sprincie indywidualnym amatorów podczas mistrzostw świata w Budapeszcie. W zawodach tych wyprzedzili go jedynie Duńczyk Willy Falck Hansen oraz Francuz Roger Beaufrand. Był to jedyny medal wywalczony przez Standena na międzynarodowej imprezie tej rangi. W tym samym roku wystartował na igrzyskach olimpijskich w Amsterdamie, gdzie rywalizację w sprincie zakończył na piątej pozycji, ex aequo z trzema innymi zawodnikami, w tym Jerzym Koszutskim z Polski.